# とも座
とも座（ともざ、艫座、Puppis）は、現代の88星座の1つ。18世紀半ばにプトレマイオスの48星座の1つアルゴ座の中に設けられた小区画を起源とする新しい星座で、船尾をモチーフとしている。赤緯−11°.25から−51°.10まで南北に長い領域を持つ南天の星座だが、日本では居住地域の全てからこの星座の一部を見ることができ、北緯38°.9以南ではその全域を見ることができる。

## 主な天体

### 恒星
2023年6月現在、国際天文学連合 (IAU) によって6個の恒星に固有名が認証されている。
- ζ星：太陽系から約1,080 光年の距離にある[7]、見かけの明るさ2.25 等、スペクトル型O4I(n)fp の青色超巨星で、2等星[8]。とも座では最も明るく見える恒星。ギリシア語で「船」を意味する言葉に由来する「ナオス[5](Naos[6])」という固有名を持つ[9]。
- ξ星：太陽系から約1,020 光年の距離にある、見かけの明るさ3.30 等、スペクトル型G6Ib の黄色超巨星で、3等星[10]。「アズミディ[5](Azmidi[6])」という固有名を持つ。
- ρ星：太陽系から約63 光年の距離にある、見かけの明るさ2.81 等の輝巨星で、3等星[11]。分光スペクトルの特徴から「Am星」と呼ばれる化学特異星に分類されている[11]。F5IIkF2IImF5IIという複雑なスペクトル分類は、この星がカルシウムのk線ではF5、水素の吸収線ではF2、より重い元素の吸収線ではF5の特徴を持つことを示している。変光星としては脈動変光星の分類の1つ「たて座δ型変光星」に分類されており、約0.14日の周期で2.68 等から2.87 等の範囲で変光している[12]。アラビア語で「小さな盾」を意味する言葉に由来する「トゥレイス[5](Tureis[6])」という固有名を持つ[9]。
- HD 48265：太陽系から約296 光年の距離にある、見かけの明るさ8.03 等、スペクトル型G5IV/Vの恒星で、8等星[13]。IAUの100周年記念行事「IAU100 NameExoWorlds」でアルゼンチンに命名権が与えられ、主星はNosaxa、太陽系外惑星はNaqaỹaと命名された[14]。
- WASP-161：太陽系から約1,160 光年の距離にある、見かけの明るさ11.08 等、スペクトル型F6の恒星で、11等星[15]。IAUの100周年記念行事「IAU100 NameExoWorlds」でモロッコに命名権が与えられ、主星はTislit、太陽系外惑星はIsliと命名された[14]。
- WASP-121：太陽系から約282 光年の距離にある若いA型星[16]で、10等星[17]。2016年に太陽系外惑星WASP-121bが発見された[16]。2022年から2023年にかけてIAUが実施したキャンペーン「NameExoWorlds 2022」でバーレーン王国からの提案が採用され、主星はDilmun、太陽系外惑星はTylosとそれぞれ命名された[18]。

このほか、以下の恒星が知られている。
- ν星：見かけの明るさ3.17 等、スペクトル型B8IIIの青色巨星で、3等星[19]。
- ο星：見かけの明るさ4.49等、スペクトル型B1IVeの準巨星で、4等星[20]。ラカイユの『Coelum Australe Stelliferum』ではラテン文字の小文字の「o星」とされていたが、輝星星表でギリシア文字の「ο星」とされた。
- π星：見かけの明るさ2.70 等、スペクトル型K4IIIの赤色巨星で、3等星[21]。変光星としては脈動変光星の分類の1つである「半規則型変光星」のSRD型に分類されている。
- σ星：見かけの明るさ3.25 等、太陽系から約192 光年の距離にあるスペクトル型K5IIIの橙色巨星で、3等星[22]。IAUに未だ認証されていないが、Hadir という固有名があるとされる[22]。
- τ星：見かけの明るさ2.93 等、太陽系から約176 光年の距離にあるスペクトル型K1IIIの橙色巨星で、3等星[23]。IAUに未だ認証されていないが、Altaleban または Taleban という固有名があるとされる[23]。
- χ星：見かけの明るさ4.79 等、太陽系から約1,910 光年の距離にあるスペクトル型A7IIIの巨星で、5等星[24]。フランシス・ベイリーやニコラ＝ルイ・ド・ラカイユは無印の星としていたが、フリードリヒ・ヴィルヘルム・アルゲランダーによってアルゴ座χ星とされた[25]。
- L2星：太陽系に最も近い距離にある漸近巨星分枝星（英: asymptotic giant branch star、AGB星）の1つ[26]。変光星としては脈動変光星の分類の1つ「半規則型変光星」に分類されており、スペクトルをM5IIIeからM6IIIeの範囲で変化させながら2.6等から8.0等まで見かけの明るさを変化させる[27]。2015年にはALMAによる観測データから、L2星から約2天文単位の離れた軌道を持つ太陽系外惑星の存在を示唆する研究結果が公表された[28]。
- HD 49798：太陽系から約1,700 光年の距離にある[29]、高温のO型準矮星と白色矮星と目されるコンパクト天体が1.55日の周期で周回する連星系[30]。今後数千年以内にIa型の超新星爆発を生じる可能性が示唆されている[31]。

### 星団・星雲・銀河
- M46：太陽系から約4,930 光年の距離にある散開星団。1771年2月19日にフランスの天文学者シャルル・メシエによって発見された[32]。同じく散開星団のM47と隣り合って見えることから、ペルセウス座の二重星団に準えて南天の二重星団と呼ばれることもある[33]。
- M47：太陽系から約1,640 光年の距離にある散開星団。1654年にシチリアの天文学者ジョヴァンニ・バッティスタ・オディエルナが発見していたが、1984年に彼の研究資料が日の目を見るまで世に知られなかった[34]。M46と同じく1771年2月19日にメシエが独立に発見したが、メシエが座標を間違えて記録していたため、1959年にカナダの天文学者T.F.MorrisによってNGC 2422と同定されるまで見失われた天体となっていた[35]。隣り合うM46とは近くに見えるだけで、太陽系からはM46のほうが3倍ほど遠い。
- M93：太陽系から約3,360 光年の距離にある散開星団。
- NGC 2477：太陽系から約4,700 光年の距離にある散開星団[36]。パトリック・ムーア（英語版）がアマチュア天文家の観測対象に相応しい星団・星雲・銀河を選んだコールドウェルカタログで、71番に選ばれている[37]。
- NGC 2440：太陽系から約4,800 光年の距離にある惑星状星雲[38]。少なくとも2つ以上の双極性の構造を持っていると考えられている[39]。中心にある惑星状星雲中心星 (Central Star of Planetary Nebula, CSPN) の表面温度は約200,000 Kと非常に高く、その強烈な紫外線で星雲を輝かせている[40]。
- とも座A：太陽系から約6,500 光年の距離にある電波源[41]で、超新星爆発から 4550±750 年が経過した超新星残骸と考えられている[42][43]。とも座Aの中心付近にあり、672±115 km/sという高速で動いているRX J0822-4300という中性子星が、超新星爆発を起こした前駆天体の中心部であったと見られている[42][43]。

- 散開星団M46（左下）とM47（右中央）。右上部には散開星団NGC 2423、中央下部にはNGC 2425 の姿も捉えられている。
- 散開星団M93。
- 散開星団NGC 2477。
- ハッブル宇宙望遠鏡の広視野惑星カメラ2が捉えた惑星状星雲NGC 2440。
- 英独共同開発のX線宇宙望遠鏡ROSATが撮影したとも座Aの広角画像（青色）と、NASAのX線宇宙望遠鏡チャンドラが撮影した超新星爆発による衝撃波で生じた構造の拡大画像（カラー）。いずれもX線による撮像を色付けしたもの。
- とも座RS星（ケフェイド変光星）

## 由来と歴史
とも座の原型となったのは、古代ギリシアの伝承に登場するアルゴ船をモチーフとした星座アルゴ座である。これが独立した星座として扱われるようになったのは19世紀後半からである。
星座としてのアルゴ座は紀元前1000年頃には生まれていたと考えられており、紀元前4世紀頃の古代ギリシアの天文学者クニドスのエウドクソスの著書『ファイノメナ (古希: Φαινόμενα)』に既に名前が登場している。このエウドクソスの『ファイノメナ』は現存していないが、エウドクソスの著述を元に詩作したとされる紀元前3世紀前半のマケドニアの詩人アラートスの詩篇『ファイノメナ (古希: Φαινόμενα)』では、おおいぬ座に続いて船尾から上ってくるアルゴ座の姿がうたわれている。
2世紀頃にアレクサンドリアで活躍した帝政ローマ期の学者クラウディオス・プトレマイオスの著書『アルマゲスト』では、45個の星がアルゴ座に属するとされた。プトレマイオスが示した45個の星が現在のどの星に当たるのかについては研究者の間で多少の相違は見られるものの、現代のとも座の明るい星はほぼ全て含まれているとされており、古代ギリシア・ローマ期には現在のとも座の原型が整っていたことをうかがい知ることができる。

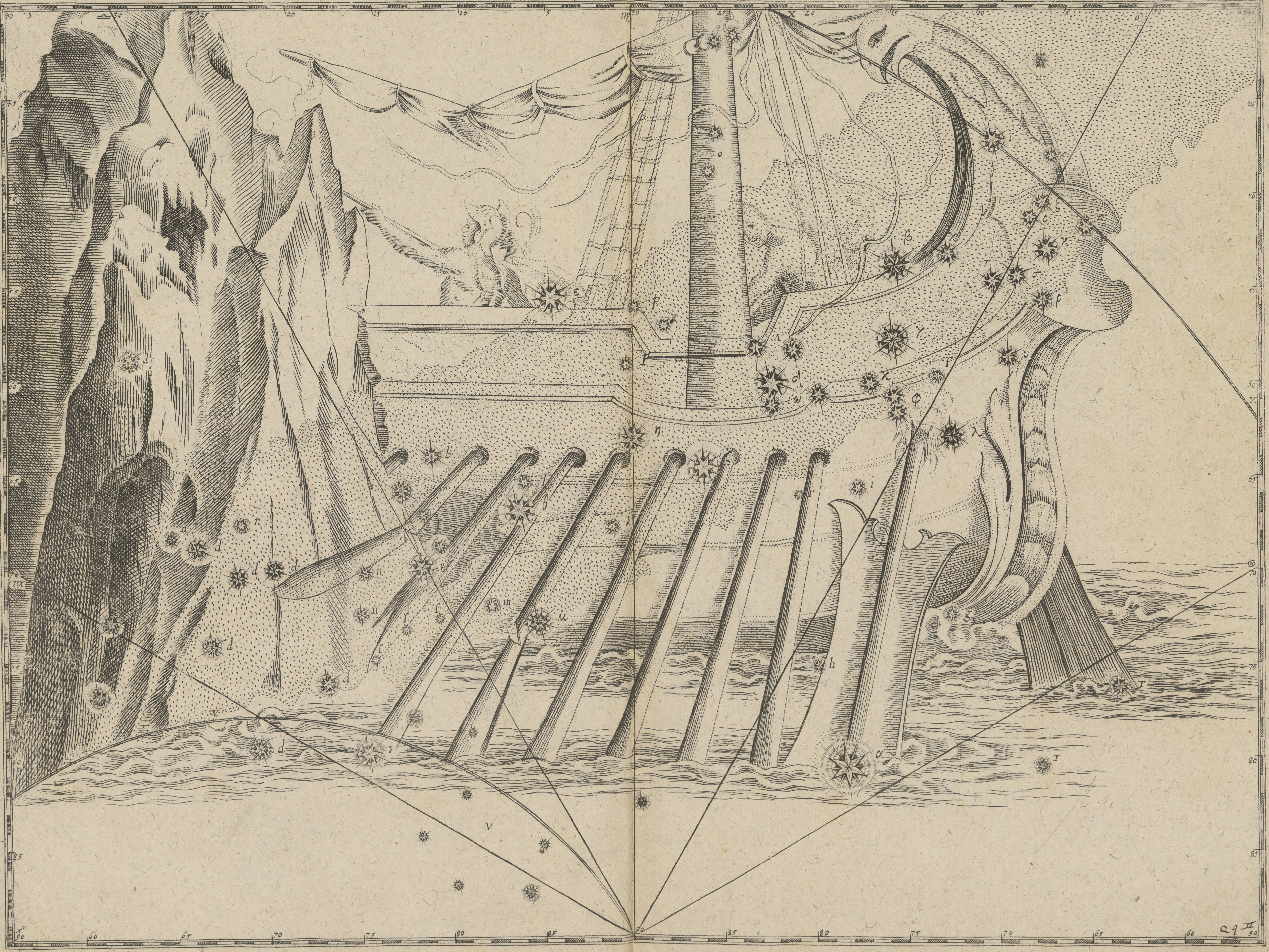
ヨハン・バイエル『ウラノメトリア』（1603年）に描かれたアルゴ座 (Navis)。右半分に現在のとも座の主要な星が描かれている。

大航海時代以降、南天の観測記録が欧州にもたらされるようになると、アルゴ座の領域は『アルマゲスト』に記されたものから東と南に拡張されていった。ドイツの法律家ヨハン・バイエルが、オランダの天文学者ペトルス・プランシウスやヨドクス・ホンディウスが製作した天球儀から南天の星の位置をコピーして製作した全天星図『ウラノメトリア』では、アルゴ座の領域はプトレマイオスが示したものよりも南東方向に拡張された。

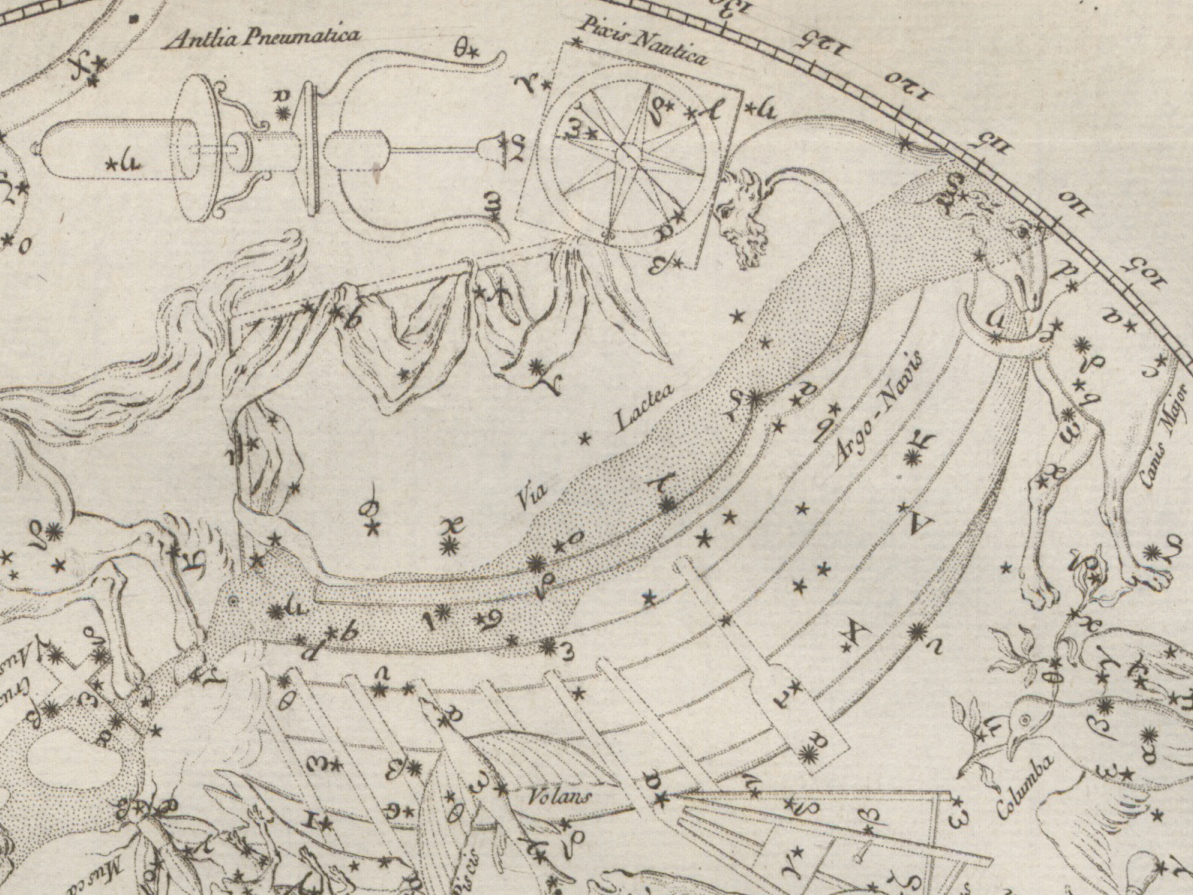
ニコラ＝ルイ・ド・ラカイユ『Coelum australe stelliferum』（1763年）に描かれた Argo Navis（アルゴ船）。ラカイユは、バイエルがマストに見立てた星を用いて Pixi Nautica、のちのらしんばん座を設けたが、それ以外の部分は1つの星座と見なしていた。

現在のとも座の枠組みを初めて設けたのは、18世紀フランスの天文学者ニコラ・ルイ・ド・ラカイユであった。ラカイユは、1756年に出版されたフランス科学アカデミーの1752年版紀要に寄稿した星表と天球図で、アルゴ座に以下の改変を行った
1. 17世紀末にエドモンド・ハリーが設けた星座 Robur Carolinum を廃して、これらの星をアルゴ座の一部分とすることで、アルゴ座を東方向に拡張した[54][44]。
2. バイエルが「マストの4星」とした部分をアルゴ座から切り離し、新たに航海用コンパスを擬した星座 la Boussole を設定した[55][注 2]。この星座は1763年の星表ではラテン語化した Pixis Nautica と改名され、のちのらしんばん座 (Pyxis) の元となった。
3. バイエルがアルゴ座に付したギリシア文字とラテン文字の符号を全て廃して、新たにギリシア文字の符号をαからωまで振り直した[56]。
4. アルゴ座に、Corps du Navire（船体）、Pouppe du Navire（船尾）、Voilure du Navire（帆）の3つの小区画を設けた。これらは、ラカイユの死後1763年に出版された星表『Coelum australe stelliferum』 では、それぞれラテン語で Argûs in carina、Argûs in puppi、Argûs in velis とされた[56]。
5. Corps du Navire、Pouppe du Navire、Voilure du Navire の星のうちギリシア文字の符号が付されていないものに対しては、小区画ごとにラテン文字の小文字で a、b、c……z 、続いて大文字で A、B、C…… Z と符号を付けた[51][注 3]。

ラカイユによるこれらの改変によって生まれた小区画の1つ Pouppe du Navire または Argûs in puppi が、後世のとも座 (Puppis) の原型となった。
ラカイユはプトレマイオスの権威を尊重し、それまでの天文学者らと同じくアルゴ座を1つの星座と見なしていた。これは19世紀の天文学者らも同様で、19世紀半ばにイギリスの王室天文官を務めたフランシス・ベイリーが編纂した全天星表『The Catalogue of Stars of the British Association for the Advancement of Science』、いわゆる『BAC星表』でも Puppis は独立した星座ではなく、あくまでアルゴ座の小区画 (subdivision) として扱われた。
巨大なアルゴ座とその中にある小区画、という入れ子構造に不満を覚える天文学者も少なくなかった。19世紀後半のアメリカの天文学者ベンジャミン・グールドもその一人であった。1879年、アルゼンチン国立天文台で台長の職にあったグールドは、南天の観測記録を元に星表『Uranometria Argentina』を刊行した。グールドはこの星表を編纂するにあたって、大き過ぎるが故に不便なことの多いアルゴ座に対して以下の要領で改変することとした。
1. ラカイユが設定したアルゴ座の領域を、Carina（りゅうこつ座）、Puppis（とも座）、Vela（ほ座）の3つの星座に置き換える。
2. ラカイユがアルゴ座の星に付したギリシア文字符号はそのまま残し、分割された3つの星座に新たなギリシア文字符号は付さない。
3. ラカイユが Carina、Puppis、Vela の各星座の星に付したラテン文字の符号は、R以降の大文字を除いてそのまま使われる。R以降の大文字は「アルゲランダー記法」による変光星の命名のために取り置くこととする。

このグールドによる改変によって、とも座は独立した星座として扱われるようになった。また、ラカイユがギリシア文字を付した星として ζ・ν・ξ・π・ρ・σ・τの7個だけがとも座の星として残された。のちにο星やχ星が加えられたが、現在もとも座にはα星やγ星は存在しない。
1922年5月にローマで開催されたIAUの設立総会で現行の88星座が提案された際、ラカイユ以降に「アルゴ座」とされていた領域は、Carina（りゅうこつ座）、Puppis（とも座）、Vela（ほ座）の3つに分割されることが決定され、とも座の星座名は Puppis、略称は Pup と正式に定められた。

### 中国
ドイツ人宣教師イグナーツ・ケーグラー（戴進賢）らが編纂し、清朝乾隆帝治世の1752年に完成・奏進された星表『欽定儀象考成』では、とも座の恒星は二十八宿の南方朱雀七宿の第一宿「井宿」と第二宿「鬼宿」に充てられていた。井宿では、τ・νの2星が星官「老人」、c・χ・ο・k・π・2・4・5・10・6・16・14・e・12・ξ・HD 62412・3・d・b・ζ・a・σ の22星が星官「狐矢」に配されていたとされる。また鬼宿では、21・20・18・19・22の5星と不明の2星の計7星が星官「外厨」に配されていたとされる。

## 呼称と方言
日本では、明治末期には「艫」という訳語が充てられていたことが、1910年（明治43年）2月刊行の日本天文学会の会報『天文月報』第2巻11号に掲載された「星座名」という記事でうかがい知ることができる。この訳名は、1925年（大正14年）に初版が刊行された『理科年表』にも「艫（とも）」として引き継がれた。戦後の1952年（昭和27年）7月に日本天文学会が「星座名はひらがなまたはカタカナで表記する」とした際に、Puppis の日本語の学名は「とも」と定められた。これ以降は「とも」という学名が継続して用いられている。
現代の中国では船尾座と呼ばれている。